# Gonzalo Pérez Jácome
Gonzalo Pérez Jácome (Orense, 2 de agosto de 1969) es un político español líder del partido local Democracia Ourensana y alcalde de la ciudad de Orense desde junio de 2019.

## Biografía

### Información personal
Nació en Orense el 2 de agosto de 1969. Hijo de José Luis Pérez y Rosa Jácome.
A la edad de 8 años perdió a su padre y hermana en un accidente de tráfico.
Estudió en el Colegio Maristas Santa María y en el Instituto Las Lagunas de Orense, aunque fue expulsado de ambos centros.  Siendo mayor de edad, se trasladó a Estados Unidos para estudiar sonido en un centro de Nueva York, a su vuelta se hizo cargo del negocio familiar, orientado a la venta de instrumentos musicales y sonido profesional. La empresa familiar, conocida por el nombre de Jolper Música, fue fundada en 1962 por su padres.

### Carrera deportiva
En 2002 participó en la clásica subida al Empire State Building, siendo el único español en participar aquel año. Posteriormente, Jácome se convirtió en el promotor de la primera carrera de escaleras de edificios realizada en Europa, en el Gran Hotel Bali de Benidorm en 2003; carrera que seguiría organizando durante diez años. Ha competido, además, en pruebas de velocidad de atletismo a nivel local y continúa entrenando en pruebas de pista en la categoría de veteranos.

### Fundación de Auria TV
En agosto de 2003 fundó el canal de televisión local Auria TV en la ciudad de Orense, donde se hizo conocido por su sátira política con el programa Planeta Baltar, con personajes antihéroes como "Miño man".  También fue muy polémico el programa especial "Magosto DO" por el consumo de bebidas alcohólicas. Dicho canal fue, sin embargo, objeto de controversia al carecer de licencia de emisión y emitir contenidos sin disponer de los derechos necesarios, lo que le llevó a ser detenido, imputado y posteriormente absuelto.

### Sus memorias: "Me informaron mal"
En 2011 publicó un libro de memorias bajo el pseudónimo de Gudinsalvo Ferreira titulado Me informaron mal, aunque ha declarado que se trata de una publicación apócrifa y el libro no se encuentra en circulación. No obstante, todas las referencias del libro, publicado a nombre de su empresa, apuntan hacia su persona.
Asimismo, escribió diversos artículos sobre política en los que destacaba su tendencia liberal, así como sus denuncias contra los gastos públicos superfluos y la discriminación de la provincia. Según sus declaraciones, ha sido uno de los pioneros en este tipo de reivindicaciones sobre las partes abandonadas de España.

## Carrera política

### 2001-2011. Fundación de Democracia Ourensana
En junio de 2001, Jácome fundó el partido Democracia Ourensana (D.O.) junto a Armando Ojea, Manuel Álvarez, Rebeca Santos y Juan Carlos Fasero, siendo su cabeza de lista en las elecciones municipales de 2003 (284 votos) y 2007 (1.757 votos) sin llegar a lograr representación. Finalmente, en 2011 entró en la corporación municipal al lograr dos concejales (él y Susana Gómez Valencia) con 4.529 votos. 

### 2015-2019. Consolidación en la oposición
En las elecciones municipales de 2015, habiendo recibido D.O. un total de 14.746 votos en la provincia, repitió acta junto a siete miembros más del partido contando con 13.679 votos en la capital. Asimismo, entró a formar parte de la Diputación Provincial de Orense como diputado, junto a Armando Ojea, destacándose en la denuncia de irregularidades en la gestión pública del ente presidido por José Manuel Baltar.

#### Agresión arrojando un huevo a la salida del pleno.
En abril de 2015, una persona, que según varias fuentes tenía relación con la banda de música municipal de Orense, le agredió arrojándole un huevo a la salida del pleno del Ayuntamiento de Orense. La agresión se relacionó con las críticas de Jácome al gasto superfluo del ayuntamiento en una banda municipal. El agresor, que tenía antecedentes, fue condenado a un año de prisión y a 1,060 euros de multa.

#### Investigaciones judiciales por malversación
En octubre del 2021 la Fiscalía se querella contra él por supuesta malversación continuada de caudales públicos por unos gastos realizados entre los años 2015 y 2018. El ministerio público cifra la cantidad supuestamente malversada en casi 100 mil euros. Sin embargo, en 2022, la propia fiscalía, tras comprobar documentos y tras la declaración de Jácome en el juzgado, solicita el sobreseimiento.

### 2019-2020. Gobierno y alcaldía de la ciudad de Orense
En las elecciones municipales de 2019 obtuvo 12.011 votos con D.O., lo que proporcionó al partido siete concejales. A pesar de ser la tercera fuerza más votada en la capital ourensana, el 15 de junio del mismo año fue investido como alcalde de la ciudad, con el apoyo del Partido Popular (PP), a cambio de votar a José Manuel Baltar como Presidente de la Diputación.

### 2020-2021. Crisis del ayuntamiento de Orense
En agosto de 2020, cinco concejales pertenecientes a DO, encabezados por Miguel Caride,  presentaron una denuncia en la que alertaban de supuestas irregularidades en la gestión económica del partido. Posteriormente fueron expulsados del propio partido y el PPdeG acabó rompiendo el pacto de gobierno del ayuntamiento de Orense alegando desconfianza.
Con el objetivo de evitar la polémica, el alcalde, a través de redes sociales, se limitó a vincular el cisma en su partido a “intereses económicos espurios” haciendo referencia a contratos públicos por valor de 1,000 millones de euros.

#### Presuntas irregularidades
En julio del 2021, el juzgado de instrucción número 3 de Ourense deja sin efecto el sobreseimiento de la causa por presuntas irregularidades en la gestión de los fondos de Democracia Ourensana.
En junio de 2022, la jueza archiva la causa abierta contra él por malversación de fondos públicos.

### 2023. Polémicas grabaciones y reelección como alcalde
En 2023 el diario gallego La Región publicaba unas polémicas grabaciones en las que Pérez Jácome, entre otras cosas, presumía de ser un experto en blanquear dinero negro para campañas electorales.
El alcalde de Orense llevó los audios ante la Justicia y se defendió en una rueda de prensa desacreditando la validez de los audios y culpando a La Región, La Voz de Galicia y al Grupo COPASA de estar detrás de una operación de espionaje contra él.
Pese a la polémica de las grabaciones, en las elecciones municipales de 2023 DO obtiene 10 concejales con un total de 18 450 votos, siendo Pérez Jácome reelegido como alcalde de la ciudad.

### 2024. Elecciones gallegas y primer diputado en el Parlamento gallego
El 18 de febrero de 2024, el partido político liderado por Gonzalo Pérez Jácome logra su ingreso en el Parlamento de Galicia obteniendo un escaño para Armando Ojea. Es la quinta participación de Democracia Ourensana en las elecciones gallegas, registrando un progreso constante en cada elección (623 votos en 2005, 1 066 votos en 2009, 4 203 votos en 2012, 7 723 votos en 2016 y 15 312 votos en 2024).